# Akercocke
Akercocke este o formație de death metal din Londra, Anglia fondată în anul 1997.